# Mindesmærke for Johannes Ewald og Johan Hermann Wessel
Mindesmærket for Johannes Ewald og Johan Hermann Wessel er et mindesmærke, der er placeret ved Rundetårn og Trinitatis Kirke, tæt ved Købmagergade, i Indre By i København. Johannes Ewald og Johan Herman Wessel var to af 1800-tallets mest markante danske digtere.

## Historie
Trinitatis Kirke var oprindeligt omkranset af en kirkegård, hvor Johannes Ewald og Johan Herman Wessel var begravet. Kirkegården forsvandt i oprydningen efter Københavns brand 1795. I 1870'erne offentliggjorde en komité planer om at skabe et monument til minde om de to digtere, hvilket blev støttet af Københavns Kommune og Det Eibeschützske Legat til Stadens Forskjønnelse. Otto Evens tegnede mindesmærket, der stod færdigt i 1879.
Mindesmærket består af en relativt lille bronzeskulptur af en putto med to vinger på en stor piedestal i sandsten, der er designet som en antik sarkofag. Den står på en lav bronzeplint og måler cirka 308 x 290 x 185 cm. En af puttoerne er udsmykket med en laurbærkrans og en lyre, mens den anden har en panfløjte og en grankrans.
På fronten af piedestalen er der påsat to bronzemedaljoner med portrætter af de to digtere i relief og deres navne indgraveret. 
Den nederste del af piedestalen bærer inskriptionen: 
"VED DENNE KIRKES MUR HVILER STØVET AF DIGTERNE // EWALD OG WESSEL // DER SAMTIDIG GAVE ALVOR OG SKJEMT ET LEVENDE UDTRYK/TIL GLÆDE FOR FOLKET // TIL FREMME FOR VOR DIGTERKUNST".
Øverst til venstre:
"JOHAN HERMAN WESSEL // F. I VESTBY VED CHRISTIANIA FJORD 6 OCTBR. 1742, // DØD I KJØBENHAVN D 29 DECEMBER 1785 // GRAAD SMELTED HEN I SMIL // NÅR WESSELS LUNE BØD // OG GLÆDENS SMIL FORSVANDT/I TAARER VED HANS DØD // BAGGESEN".
Øverst til højre:
"JOHANNES EWALD // FØDT I KJØBENHAVN D 18 NOVEMBER 1743 // DØD I KJØBENHAVN D 17 MARTS 1781 // VED ISSEN KIRKEN ROLIG I SIN SKY/VED FODEN USSELHED I SNEVRE BY/HER HELLIG KRAFT OG TRØST HIST SORG OG NØD // DU STOD I LIVET SOM DU LAA I DØD //  OEHLENSCHLÆGER.".
På den anden side findes inskriptionen: 
"REIST 1879."